# Waldo Aliar
Waldo Aliar (11 september 1951) is een Surinaams dammer. Hij werd in Suriname nationaal jeugdkampioen in 1968 en algemeen kampioen in 1972. Hij is inmiddels jarenlang woonachtig in Nederland waar hij uitkomt in de nationale competitie. 

## Deelname aan het wereldkampioenschap
Hij kwam uit in het wereldkampioenschap 1972 in Hengelo en eindigde daarin op de 11e plaats met 13 punten uit 16 partijen. 